# Collix muscosata
Collix muscosata är en fjärilsart som beskrevs av Fletcher 1956. Collix muscosata ingår i släktet Collix och familjen mätare. Inga underarter finns listade i Catalogue of Life.